# Dia mundial en record de les víctimes d'accident de trànsit
El tercer diumenge de novembre de cada any se celebra el Dia Mundial de Memòria de les Víctimes d'accidents de Trànsit com a reconeixement a les víctimes dels accidents de trànsit i les seves famílies. Va ser iniciat per l'organització benèfica britànica per a víctimes d'accidents de trànsit, RoadPeace, el 1993 i va ser adoptat per l'Assemblea General de les Nacions Unides el 2005.

## Història
El primer dia de record que va ser organitzat el 1993 per Brigitte Chaudhry, fundadora de RoadPeace. El 1995, l'Assemblea General de la Federació Europea de Víctimes del Trànsit (FEVR) va donar-hi suport i el 1998 l'esdeveniment es va celebrar en diversos països com Argentina, Austràlia, Israel, Sud-àfrica i Trinitat a més de la Regne Unit. L'Organització Mundial de la Salut va afegir-hi el seu suport el 2003 i el 2005 l'Assemblea General de les Nacions Unides va convidar totes les nacions a celebrar el dia "com el reconeixement adequat de les víctimes d'accidents de trànsit i les seves famílies".
L'any 2007 es van celebrar esdeveniments a 18 països; que van estar marcades per desfilades a la llum de les espelmes a Israel, una reunió multireligiosa a Austràlia, actuacions de teatre a Mèxic i un seminari al Japó.
El 2008 es van celebrar esdeveniments en 28 països, entre els quals Bèlgica, Croàcia, França, Grècia, Índia, Irlanda, Itàlia, Japó, Luxemburg, Mèxic, Països Baixos, Filipines, Polònia, Portugal, Eslovènia, Sud-àfrica, Espanya, Suïssa, Uganda, Regne Unit i EUA.
L'any 2009 es van celebrar esdeveniments a 30 països. El ministre de Transports del Canadà, John Baird, va donar el condol als afectats per les 3.000 víctimes mortals i 200.000 ferits per accidents de trànsit que es produeixen cada any al Canadà. A Anglaterra es va celebrar una cerimònia religiosa a la catedral de Canterbury i a la catedral de Ripon. Unes 1.000 persones van assistir a un servei al santuari de Knock a Irlanda, el papa Benet XVI va pregar per "tots els que han mort o han resultat ferits en accidents de trànsit". També es van celebrar serveis a Barbados Índia, Namíbia i altres llocs.
L'expresidenta de FEVR Brigitte Chaudhry MBE i el president de FEVR, Jeannot Mersch, van lliurar el 15 de novembre de 2015 a Brasília el "Premi Internacional de Seguretat Viària Prince Michael of Kent" per a FEVR per haver "participat en la creació, desenvolupament i promoció del Dia mundial de record de les víctimes de trànsit durant les dues últimes dècades".